# Whip My Hair
Singles de Willow Smith
21st Century Girl
(2011)
Whip My Hair est une chanson interprétée par Willow Smith et sortie en 2010. Elle est parue sur le premier album de Willow Smith, intitulé Willow, dont elle constitue le premier single. La chanson est écrite par Janae Rockwell et Ronald Jackson, ce dernier étant également le producteur de la chanson. 
Willow Smith interprète sa chanson Whip My Hair pour la première fois sur le plateau du Oprah Winfrey Show, et le single sort le lendemain de cette performance.
La chanson est nommée aux BET Awards 2011 dans la catégorie « Meilleure vidéo de l'année ».